# Monika Kaczmarek
Monika Kaczmarek (ur. 4 maja 1989 w Łodzi) – polska lekkoatletka, biegaczka długodystansowa.

## Kariera
Brązowa medalistka mistrzostw Polski juniorów (2007, bieg na 3000 metrów). Brązowa medalistka mistrzostw Polski seniorów w maratonie (2016).